# Lia Quartapelle

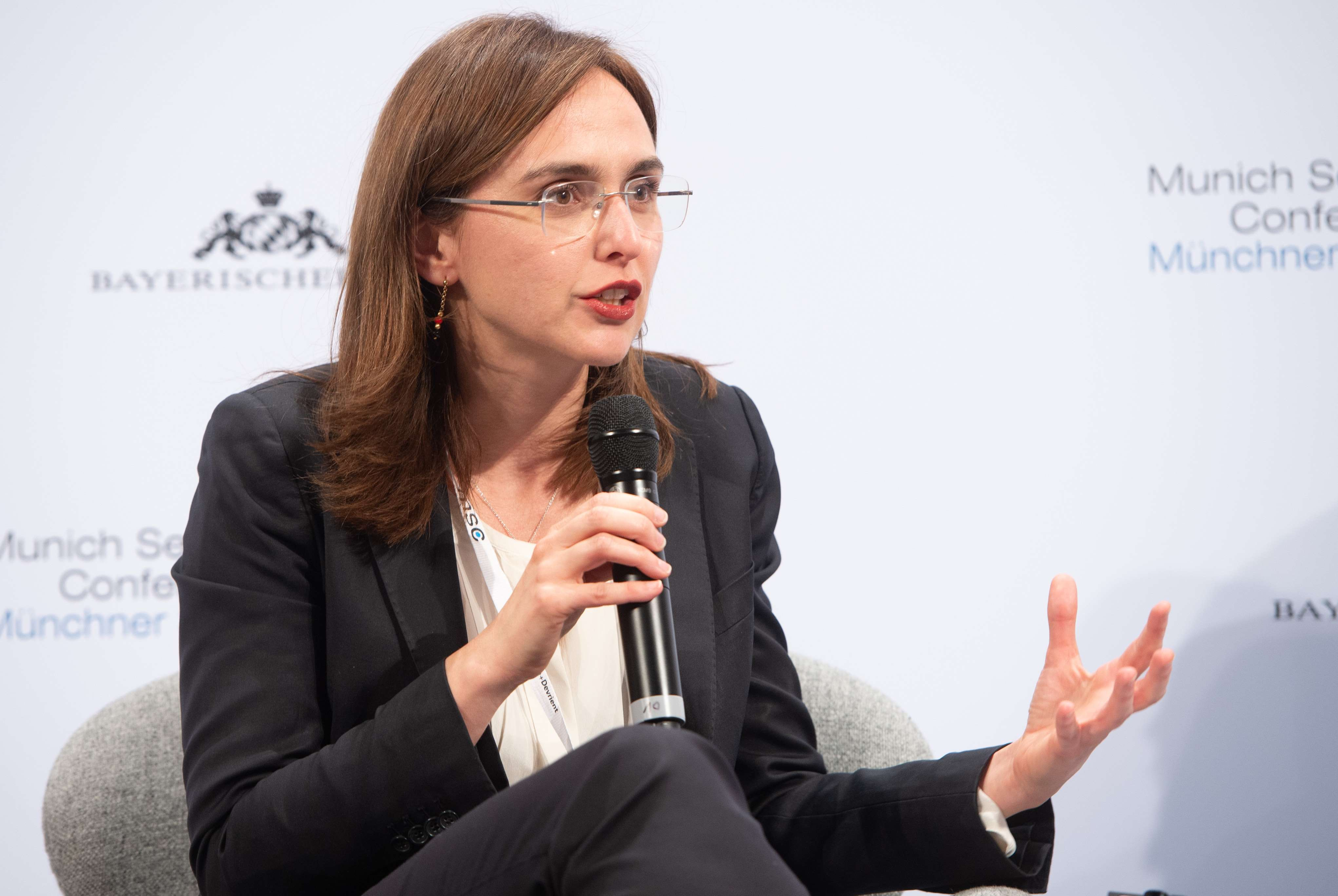
Lia Quartapelle (2020)

Lia Quartapelle Procopio (* 15. August 1982 in Varese) ist eine italienische Ökonomin und Politikerin der Partito Democratico (PD).

## Werdegang
Lia Quartapelle ist die Tochter des Ingenieurwissenschaftlers Luigi Quartapelle Procopio, der Professor für Fluid- und Gasdynamik am Polytechnikum Mailand war. Sie selbst besuchte das Atlantic College in Wales, wo sie 2001 das International Baccalaureate ablegte. Anschließend studierte sie Wirtschaftswissenschaft und Entwicklungsforschung an der Universität Pavia, bevor sie je einen Masterstudiengang an der SOAS University of London und an der Universität Florenz mit Schwerpunkt Entwicklungsökonomie absolvierte. Quartapelle arbeitete als Ökonomin für die Agenzia italiana per la cooperazione allo sviluppo in Mosambik, dann als wissenschaftliche Mitarbeiterin im Afrikaprogramm des Istituto per gli studi di politica internazionale (ISPI) in Mailand. Sie promovierte 2012 an der Universität Pavia mit einer Arbeit zur Entwicklungsökonomie in afrikanischen Staaten. Anschließend lehrte sie als Dozentin für Entwicklungspolitik in Pavia.
Quartapelle gehörte 2006 zu den Gründern des ersten Online-Ortsverbands der Democratici di Sinistra (Linksdemokraten). Daraus ging nach der Fusion der DS mit weiteren Mitte-links-Parteien der Mailänder Online-Ortsverband der Partito Democratico (PD) hervor, dessen Sekretärin (Vorsitzende) Quartapelle von 2008 bis 2012 war. Sie wurde 2009 in die nationale Versammlung der PD gewählt. 
Bei der Parlamentswahl 2013 wurde sie für den Partito Democratico ins italienische Parlament gewählt. Dort gehört sie dem Ausschuss für auswärtige und europäische Angelegenheiten an, dessen Sekretärin sie von 2013 bis 2015 war. Sie engagierte sich in ihrer Ausschussarbeit insbesondere für Menschenrechte und Nachhaltige Entwicklung. Quartapelle nahm 2015 und 2016 als David Rockefeller Fellow an Tagungen der Trilateralen Kommission teil. Anfang 2016 trat sie als eine von 118 Abgeordneten in Erscheinung, die die afghanische Radsport-Frauennationalmannschaft für den Friedensnobelpreis nominierten. Ab Februar 2016 war sie Sprecherin der PD-Fraktion im Außenausschuss. Bei der Parlamentswahl 2018 wurde sie als Direktkandidatin eines Wahlkreises in Mailand (Lombardei 1 13) wiedergewählt. Sie ist weiterhin Mitglied des Ausschusses für Auswärtiges, seit August 2019 gehört sie zudem dem Parlamentarischen Untersuchungsausschuss zum Tod von Giulio Regeni an.
Im Januar 2020 heiratete sie den ehemaligen Politiker Claudio Martelli, der 39 Jahre älter als sie ist.